# عودة جعفر (فلم)
عودة جعفر المعروف أيضًا باسم علاء الدين: عودة جعفر هو فيلم رسوم متحركة أمريكي. استكمالًا لجزء الأول من سلسلة علاء الدين الذي صدر في عام 1992. أنتجت شركة والت ديزني هذا الفيلم. صُدر في 20 مايو 1994. وصدر بعده الجزء الثالث باسم علاء الدين وملك اللصوص في عام 1996
يتمحور فلم حول عودة جعفر -الشخصية الشريرة- من الجزء الأول، الذي يعود لينتقم من علاء الدين وأصدقائه: الأميرة ياسمين، الجني، وآبو، والسجاد، وسلطان، وبغباء ياغو الذي انقلب ضد جعفر الذي حاول أن يصبح حاكم مدينة اجرباه
وهو الجزء الوحيد من سلسلة علاء الدين الذي لم يقم روبن ويليامز فيه بأداء صوت جني وإنما قام دان كاستيلانيتا به. عاد روبن ويليامز في جزء الثالث بأداء صوت جني. أيضًا قام بأداء صوت السلطان فال بيتين بدلا من دوغلاس سيل، وقد قام فال بأداء صوت السلطان أيضًا في الجز الثالث من السلسلة.

## الأدوار
- Scott Weinger. بدرو علاء الدين
- Jonathan Freeman. بدور جعفر
- Gilbert Gottfried. بدور باغو
- Dan Castellaneta. بدور جني
- Linda Larkin. بدور الأميرة ياسمين
- Val Bettin. بدور سلطان

### أسماء مؤدو أصوات الشخصيات في الدبلجة العربية الرسمية
- إيهاب فهمي في دور علاء الدين
- فيصل خورشيد في دور جني
- عبد الرحمن أبو زهرة في دور جعفر
- منى زكي في دور الأميرة ياسمين
- عادل خلف في دور عجوة
- حسن حسين في دور السلطان
- سمير البنا في دور تيمور
- عهدي صادق في دور ابيسمال

## الأغاني
- "Arabian Nights" - علاء الدين على يوتيوب
- "I'm Looking Out For Me" - أنا حشوف نفسي على يوتيوب
- "Nothing Like A Friend" - زي الأصحاب على يوتيوب
- "Forget About Love" - إنسي الحب على يوتيوب
- "You're Only Second Rate" - يا جني يا خيبان على يوتيوب

## وصلات خارجية
- مقالات تستعمل روابط فنية بلا صلة مع ويكي بيانات